# 田村邦男
田村 邦男（たむら くにお、1907年7月15日 - 1941年2月12日）は、日本の俳優である。本名田村 邦夫（たむら くにお）。日本大学相撲部出身、157cmの短躯ながら90kgの巨漢俳優として知られる。

## 人物・来歴
1907年（明治40年）7月15日、愛知県名古屋市長久寺町（現在の同市東区白壁）に生まれる。
1920年（大正9年）、旧制・名古屋中学校（現在の名古屋高等学校）に入学、バスケットボールおよび柔道において、学生選手として活躍した。1925年（大正14年）、同校を卒業して、東京に移り、日本大学専門部商科（旧制大学専門部）に進学、相撲部に所属して大毎大会（現在の全国学生相撲選手権大会）等で活躍し、その一方で日本大学劇研究会にも所属して演劇にも関わった。
1928年（昭和3年）3月、同学を卒業し、京都に移り、日活大将軍撮影所現代劇部に入社、同年5月25日に公開された伊奈精一監督の『地下鉄三吉』に出演し、「田村 邦男」の芸名で映画界にデビューする。同部には早稲田大学相撲部出身の俳優・浅岡信夫や、柔道四段を誇る俳優・広瀬恒美がおり、浅岡が監督し広瀬が主演した『大学選手』や『奮戦王』、広瀬が監督し浅岡が主演した『北極星』に田村も出演して、「日活スポーツ俳優」の一角を担った。同撮影所が日活太秦撮影所（のちの日活京都撮影所および大映京都撮影所）に移転し、1929年（昭和4年）1月20日に公開された内田吐夢監督の『娑婆の風』以降、体格を生かした愛嬌のある役柄を得るようになる。
「奇行の人」として知られ、とくに借金の名人で、当時の日活京都撮影所長の池永浩久に対して、巧みな弁舌で前借りを繰り返したという。憎めない性格と誇張のない演技から、内田吐夢、村田実、溝口健二、池田富保、マキノ正博、稲垣浩といった一線級の監督陣に重宝され、愛された。『時代の驕児』等では、山上伊太郎の書いた脚本のイメージ通りの芝居を完璧にこなしたと賞讃されている。『弥次喜多 江戸の巻』『弥次喜多 箱根の巻 富士の巻』では、高勢実乗との弥次喜多コンビで魅了した。
1934年（昭和9年）には日活を退社、市川右太衛門プロダクション第二部に移籍して、剣戟映画に出演、同年末には新興キネマの同京都撮影所（のちの東映京都撮影所）に移籍している。マキノトーキー製作所が設立されたのは1935年（昭和10年）末であるが、田村は翌1936年（昭和11年）7月ころには移籍しており、同年7月8日には、新興キネマ製作、木村恵吾監督の『燗漫城』と、マキノトーキー製作、根岸東一郎・マキノ正博共同監督の『芝浜の革財布』が同日公開されることになる。同社は1937年（昭和12年）4月末には解散しており、葉山純之輔、大内弘ら大半の俳優が新興キネマ京都撮影所に移籍したのと同様、同撮影所に戻った。しかしながら、マキノ正博、澤村國太郎、光岡龍三郎、田村と同期の水原洋一、團徳麿、志村喬、大倉千代子、大久保清子らは日活京都撮影所に移籍しており、田村も、1938年（昭和13年）が明けると、日活に移籍した。
1939年（昭和14年）9月14日に公開された倉谷勇監督の『戦鼓』を最後に、出演記録が途絶える。1942年（昭和17年）1月27日、戦時統合によって大映が設立され、日活京都撮影所は大映京都撮影所となるが、継続入社したというような記録もなく、満32歳以降の消息は不明とされていたが、『都新聞』1941年（昭和16年）2月15日付にて、去る2月12日に中華民国（当時は北支と呼称）山西省の陽成劇場でアトラクション出演中、突然病死したと報じられている。満33歳没。

## フィルモグラフィ
すべてクレジットは「出演」である。公開日の右側には役名、および東京国立近代美術館フィルムセンター（NFC）所蔵等の上映用プリントの現存状況についても記す。同センター等に所蔵されていないものは、とくに1940年代以前の作品についてはほぼ現存しないフィルムである。

### 日活大将軍撮影所
すべて製作は「日活大将軍撮影所」、配給は「日活」である。
- 『地下鉄三吉』 : 監督伊奈精一、1928年5月25日公開
- 『新日本の謙児』 : 監督三枝源次郎、1928年6月22日公開 - 鼻と呼ばれる男[5]
- 『大学選手』 : 監督浅岡信夫、1928年7月6日公開[2][5]
- 『頼まれた花婿』 : 監督木藤茂、1928年8月17日公開 - 理髪美容院の主人
- 『北極星』 : 監督広瀬恒美、1928年9月6日公開[2] - 水夫[5]
- 『奮戦王』 : 監督浅岡信夫、1928年12月31日公開[2] - 正木製薬社員[5]

### 日活太秦撮影所
特筆以外すべて製作は「日活太秦撮影所」、配給は「日活」である。
- 『娑婆の風』 : 監督内田吐夢、1929年1月20日公開 - 柴田兵助[5]
- 『スキー猛進』 : 監督木藤茂、1929年2月8日公開[2]
- 『英傑秀吉』 : 監督池田富保、1929年3月31日公開 - 足軽儀右衛門
- 『近郊夜話』 : 監督長倉祐孝、1929年製作 - 自動車屋主人[5]
- 『日活行進曲 戦争篇』 : 監督三枝源次郎、1929年7月7日公開 - 戦友[5]
- 『風船玉』 : 監督木藤茂、1929年7月26日公開 - 江村[5]
- 『大闘陣』 : 監督渡辺邦男、1929年8月15日公開 - 掏摸・鼬の源次[5]
- 『大洋児出船の港』（『太洋児出船の港』） : 監督内田吐夢、1929年8月31日公開 - 金八（漁夫）[5]
- 『修羅城 水星篇 火星篇』 : 監督池田富保、1929年10月1日公開 - 百姓太郎作
- 『刀を抜いて』 : 監督高橋寿康、1929年10月25日公開 - 出鱈目の半二
- 『都会交響楽』 : 監督溝口健二、1929年11月29日公開 - ピン公
- 『汗』 : 監督内田吐夢、1929年12月31日公開 - チョロ竹、現存（NFC所蔵[7]）
- 『藤原義江のふるさと』 : 監督溝口健二、1930年3月14日公開 - ボーイ三吉、現存（NFC所蔵[7]）
- 『元禄快挙 大忠臣蔵 天変の巻 地動の巻』 : 監督池田富保、1930年4月1日公開 - 糟谷平馬、1分の断片が現存（NFC所蔵[7]）
- 『唐人お吉』 : 監督溝口健二、1930年7月1日公開 - 松
- 『初恋日記』 : 監督木藤茂、1930年7月18日公開
- 『天国其日帰り』（『天国その日帰り』[8]） : 監督内田吐夢、1930年7月25日公開 - 朝日奈徳八・主演、11分の部分が現存（NFC所蔵[7]）
- 『日本晴れ』 : 監督阿部豊、1930年10月10日公開 - 主演
- 『娘突貫100哩』 : 監督伊奈精一、1930年12月5日公開 - 重役
- 『山に鳴る男』 : 監督木藤茂、1931年2月20日公開 - 社長
- 『ミスター・ニッポン 前後篇』 : 監督村田実、1931年3月20日公開 - 平島
- 『レヴューの踊子』 : 監督木藤茂、1931年6月5日公開 - 三吉
- 『仇討選手』 : 監督内田吐夢、1931年12月18日公開 - 講釈師
- 『浅草悲歌』 : 監督東坊城恭長、1932年1月14日公開
- 『彼女への飛来』（タックル） : 監督木藤茂、1932年3月10日公開[2]
- 『田吾作ホームラン』 : 監督池田富保、1932年3月17日公開 - 沼田慎蔵
- 『上海』 : 監督村田実、1932年4月29日公開 - ギャング手下珍
- 『港の抒情詩』 : 監督三枝源次郎、1932年6月24日公開 - 沖
- 『腕を組んで』 : 監督木藤茂、1932年7月8日公開 - 主演
- 『旅は青空』 : 監督稲垣浩、製作片岡千恵蔵プロダクション嵯峨野撮影所、配給日活、1932年7月14日公開 - 板倉万太郎
- 『社長さんはお人好し』 : 監督吉村廉、1932年7月22日公開 - 主演
- 『無軌道市街』 : 監督伊奈精一、1932年10月20日公開 - 小西良一
- 『時代の驕児』 : 監督稲垣浩、製作片岡千恵蔵プロダクション、配給日活、1932年12月22日公開 - でっちり権三
- 『彼女の道』 : 監督熊谷久虎、1933年2月8日公開 - 兵六
- 『伊庭八郎』 : 監督荒井良平、1933年3月8日公開 - 植木屋鎌吉
- 『結婚適齢記』（『結婚適令記』[9]） : 監督青山三郎、1933年3月23日公開 - 富小路子爵[10]、現存（NFC所蔵[7]）
- 『振分け小平』 : 監督清瀬英次郎、1933年6月8日公開 - 明神の徳
- 『盤嶽の一生』 : 監督山中貞雄、1933年6月15日公開 - 追剥
- 『戯れに恋はすまじ』 : 監督青山三郎、1933年7月20日公開 - 横溝博士
- 『東京祭』 : 監督牛原虚彦、1933年9月29日公開
- 『弥次喜多 江戸の巻』 : 監督清瀬英次郎、1933年12月31日公開
- 『僕の青春』 : 監督千葉泰樹、1933年製作・公開
- 『恋の長崎』 : 監督青山三郎、1933年製作・公開 - 主演
- 『弥次喜多 箱根の巻 富士の巻』 : 監督清瀬英次郎、1934年1月14日公開
- 『風流活人剣』 : 監督山中貞雄、製作片岡千恵蔵プロダクション、配給日活、1934年3月1日公開 - 大倉鉄心
- 『柔道選手の恋』 : 監督千葉泰樹、1934年4月26日公開 - 藤間義輝（通称を熊）大学時代柔道選手だった男

### 市川右太衛門プロダクション第二部
すべて製作は「市川右太衛門プロダクション第二部」、配給は「松竹キネマ」である。
- 『弓矢八幡剣』 : 監督中川信夫、1934年10月製作・公開
- 『唄祭りお染狂乱』 : 監督古野英治、1934年11月製作・公開
- 『血煙大菩薩』 : 監督渡辺新太郎、1934年11月製作・公開
- 『武州遊侠術』 : 監督稲葉蛟児、1934年製作・公開

### 新興キネマ京都撮影所

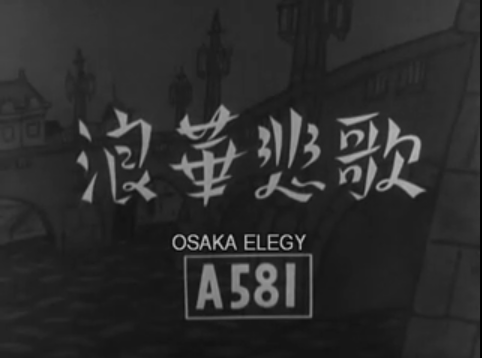
『浪華悲歌』（監督溝口健二、1936年）メインタイトル。

特筆以外すべて製作は「新興キネマ京都撮影所」、配給は「新興キネマ」である。
- 『春姿娘道中』 : 監督東坊城恭長、1935年1月10日公開 - 社長夫人メリー
- 『鼻唄奇兵隊』 : 監督金田繁、製作新興キネマ東京撮影所、配給新興キネマ、1935年2月28日公開 - 浪人滝銑十郎・主演
- 『なりひら小僧 春霞八百八町』 : 監督マキノ正博・山本松男、製作嵐寛寿郎プロダクション、配給新興キネマ、1935年3月21日公開 - さんぴん山三
- 『黄門漫遊記』 : 監督押本七之輔、1935年4月18日公開 - 脇谷箒之守
- 『長崎留学生』 : 監督野淵昶、1935年5月1日公開 - 塾生伊田真吉
- 『姓は丹下名は茶善』 : 監督藤田潤一、1935年5月8日公開 - 丹下茶善・主演
- 『男三十前』 : 監督牛原虚彦、製作高田プロダクション、配給新興キネマ、1935年5月15日公開 - 郡会議員
- 『戦国奇譚 気まぐれ冠者』 : 監督伊丹万作、製作片岡千恵蔵プロダクション、配給日本映画配給社、1935年5月30日公開 - 髯の勘十、現存（NFC所蔵[7]）
- 『十六夜日記』 : 監督山内英三、1935年7月25日公開 - 貞丈
- 『情熱の不知火』 : 監督村田実、製作片岡千恵蔵プロダクション嵯峨野撮影所、配給新興キネマ、1935年8月1日公開 - 長崎の与力千部丹介
- 『太閤記 藤吉郎走卒の巻』 : 監督滝沢英輔、1935年8月15日公開 - 川島宇一
- 『剣客商売』 : 監督土肥正幹（鈴木桃作）、1935年8月22日公開 - 田村丹九郎・主演、12分の部分が現存（NFC所蔵[7]）
- 『魔風一騎 前篇 北斗の巻』 : 監督山上伊太郎、製作片岡千恵蔵プロダクション、配給日本映画配給社、1935年9月19日公開 - 神主卜斎
- 『御存知文七元結 江戸ッ子長兵衛』 : 監督山内英三、1935年10月10日公開 - 左官職人長兵衛
- 『お姫様道中記』 : 監督山内英三、1935年10月24日公開 - 用心棒大河原伝九郎
- 『右門捕物帖 花嫁地獄変』 : 監督二川文太郎、製作嵐寛寿郎プロダクション、配給新興キネマ、1935年11月16日公開 - 浪人関野又兵衛重成
- 『風流奴髭』 : 監督松田定次、録音マキノ正博、1935年12月14日公開 - 仲間半助
- 『海内無双』 : 監督滝沢英輔、製作市川右太衛門プロダクション、配給松竹キネマ、1936年1月5日公開 - 岡ツ引壁六
- 『太閤記 藤吉郎出世飛躍の巻』 : 監督渡辺新太郎、1936年1月5日公開 - 川島宇一
- 『春色五人女』 : 監督石田民三、1936年1月10日公開 - 千両の百介
- 『若衆白柄組』 : 監督山内英三、1936年1月31日公開 - 力士花の山源太
- 『文政妖婦伝 姐妃殺し』 : 監督石田民三、1936年2月21日公開 - 伝さん
- 『快傑黒頭巾 前篇』 : 監督渡辺新太郎、1936年3月21日公開 - 天命堂
- 『快傑黒頭巾 後篇』 : 監督渡辺新太郎、1936年4月29日公開 - 天命堂
- 『桃色武勇伝』 : 監督山内英三、1936年5月7日公開 - 主演、11分の部分が現存（NFC所蔵[7]）
- 『浪華悲歌』 : 監督溝口健二、製作第一映画嵯峨野撮影所、配給松竹キネマ、1936年5月28日公開 - 医師・横尾雄、現存（NFC所蔵[7]）
- 『五月晴一本鎗』 : 監督石田民三、1936年6月12日公開 - 瓦職人栗蔵
- 『燗漫城』 : 監督木村恵吾、1936年7月8日公開 - 阿修羅丸

### マキノトーキー製作所

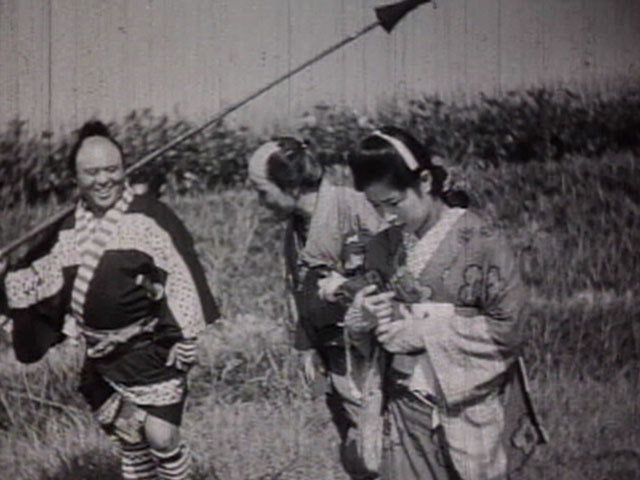
『槍持街道』（監督中川信夫、1936年）、左が田村、右の女優が月澄江。

初期の特筆以外すべて製作・配給は「マキノトーキー製作所」である。
- 『芝浜の革財布』 : 監督根岸東一郎・マキノ正博、配給千鳥興行、1936年7月8日公開 - 熊五郎・主演、現存（NFC所蔵[7]）
- 『艶福佐官侍』 : 監督根岸東一郎、配給千鳥興行、1936年7月31日公開 - 主演
- 『怪盗影法師』 : 監督マキノ正博、配給千鳥興行、1936年9月23日公開
- 『槍持道』（『槍持街道』） : 監督中川信夫、配給千鳥興行、1936年9月23日公開 - 市助・主演、数分の断片が現存（大阪芸術大学所蔵[11]）
- 『歌舞伎剣法』 : 監督松田定次、1936年10月15日公開 - 主演
- 『青春五人男 前篇』 : 監督マキノ正博、応援監督姓丸浩、1937年1月10日公開 - 主演
- 『青春五人男 後篇』 : 監督マキノ正博・姓丸浩、1937年1月24日公開 - 主演
- 『二階の花嫁』 : 監督久保為義、1937年1月31日公開 - 一郎・主演
- 『花婿百万石』 : 監督マキノ正博、応援監督姓丸浩、1937年3月10日公開 - 主演

### 新興キネマ京都撮影所
すべて製作は「新興キネマ京都撮影所」、配給は「新興キネマ」である。
- 『仇討天下茶屋』 : 監督押本七之輔、1937年7月21日公開 - 早瀬家の下郎安達元右衛門
- 『女賊と捕手』 : 監督寿々喜多呂九平、1937年9月1日公開 - 新五郎の乾分目玉の安
- 『七度び狐』 : 監督木藤茂、1937年9月23日公開 - 旅の職人太十
- 『旗本伝法 竜の巻』 : 監督牛原虚彦、1937年11月3日公開 - 棟介の親友伊田良八
- 『旗本伝法 虎の巻』 : 監督牛原虚彦、1937年11月11日公開 - 棟介の親友伊田良八
- 『忍術太平記』 : 監督堀田正彦、1937年12月31日公開 - お殿様
- 『静御前』 : 監督野淵昶、1938年1月14日公開 - 武蔵坊弁慶

### 日活京都撮影所
すべて製作は「日活京都撮影所」、配給は「日活」である。
- 『忠臣蔵 地の巻』 : 監督池田富保、1938年3月31日公開 - 近松勘六、3分の断片が現存（NFC所蔵[7]）
- 『忠臣蔵 天の巻』 : 監督マキノ正博、1938年3月31日公開 - 近松勘六、3分の断片が現存（NFC所蔵[7]）
- 『右門捕物帖 血染の手形』 : 監督荒井良平、1938年4月28日公開 - おしゃべりの伝六
- 『次郎長一家』 : 監督松田定次、1938年5月21日公開 - 法院大五郎
- 『花見の仇討』 : 監督久見田喬二、1938年5月26日公開
- 『地獄の蟲』 : 監督稲垣浩、1938年10月6日公開 - お相撲の政
- 『続水戸黄門廻国記』 : 監督池田富保、1938年10月13日公開 - 梶村新平
- 『赤垣源蔵』 : 監督池田富保、1938年11月17日公開 - 瓦版売仙太
- 『右門捕物帖 拾万両秘聞』 : 監督荒井良平、1939年1月5日公開 - おしゃべり伝六、59分尺の版が現存[5]
- 『長八郎絵巻 前篇 月の巻』 : 監督松田定次、1939年2月1日公開 - 松五郎[5]
- 『長八郎絵巻 後篇 花の巻』 : 監督松田定次、1939年2月15日公開 - 松五郎[5]
- 『袈裟と盛遠』 : 監督稲垣浩・マキノ正博、1939年3月15日公開 - 盛遠家来・小松原兼継[5]
- 『王政復古 担龍篇 双虎篇』 : 監督池田富保、1939年3月30日公開 - 魚屋辰吉
- 『江戸の悪太郎』 : 監督マキノ正博、1939年5月4日公開 - 駕籠昇権三、85分尺の版が現存[5]（NFC所蔵[7]）
- 『春秋一刀流』 : 監督丸根賛太郎、1939年6月1日公開 - 須賀山の多駄平、現存[5]
- 『豪快三浪人』（『豪快三浪士』[5]） : 監督紙恭平、1939年7月20日公開 - 国枝半四郎[5]
- 『うぐいす侍』（『うぐひす侍』[5]） : 監督丸根賛太郎、1939年8月31日公開 - 若党可内
- 『戦鼓』 : 監督倉谷勇、1939年9月14日公開 - 隊士藤沢